# Copa Libertadores Sub-20 de 2016
La Copa Libertadores Sub-20 de 2016 fue la tercera edición de este torneo sudamericano de clubes, en la categoría Sub-20, organizado por la CONMEBOL. Como en las dos anteriores ediciones, el torneo se desarrolló en un único país, teniendo como sede a Paraguay. Participaron un total de doce equipos provenientes de diez países: Argentina, Bolivia, Brasil, Chile, Colombia, Ecuador, Paraguay, Perú, Uruguay y Venezuela incluyendo dos plazas adicionales al campeón defensor y al país sede del torneo; en esta edición River Plate de Argentina y un segundo equipo de Paraguay.
Mediante una conferencia de prensa sobre resoluciones del Comité Ejecutivo de la Conmebol, hecha el 15 de mayo de 2015, se anunció que esta edición sería organizada enteramente por la Conmebol (las competiciones de los años 2011 y 2012 fueron organizadas junto a la Federación Peruana de Fútbol y contaron con el auspicio de la empresa Movistar) y comenzaría a celebrarse a partir del 30 de enero de 2016 con un formato de celebración cada dos años.
La competición se dividirá en tres etapas, esta se jugará con formato parecido a la Copa América: fase de grupos, semifinal y final.
A diferencia de las dos ediciones anteriores, esta vez no participaron clubes mexicanos. Y a diferencia de la edición anterior, no participó ningún equipo español.

## Equipos participantes
Para esta edición, cada equipo presentó 20 jugadores, nacidos a partir del 1 de enero de 1996, con la posibilidad de inscribir hasta 5 jugadores nacidos a partir del 1 de enero de 1995.
| País                               | Equipo                  | Vía de clasificación                                                                      |
| ---------------------------------- | ----------------------- | ----------------------------------------------------------------------------------------- |
| Argentina 1 cupo + campeón vigente | River Plate Lanús       | Campeón de la Copa Libertadores Sub-20 de 2012 Campeón del Torneo de Cuarta División 2015 |
| Bolivia 1 cupo                     | Bolívar                 | Campeón del Torneo Nacional Sub-20                                                        |
| Brasil 1 cupo                      | São Paulo               | Campeón de la Copa de Brasil Sub-20                                                       |
| Chile 1 cupo                       | Huachipato              | Campeón Nacional Fútbol Joven ANFP Sub-19                                                 |
| Colombia 1 cupo                    | Cortuluá                | Campeón del Torneo Sub-20 2015                                                            |
| Ecuador 1 cupo                     | Independiente del Valle | Campeón del Campeonato de Reservas 2015                                                   |
| Paraguay 2 cupos                   | Cerro Porteño Libertad  | Campeón Absoluto Torneo Apertura 2015 Campeón Absoluto Torneo Clausura 2015               |
| Perú 1 cupo                        | Melgar                  | Campeón del Torneo de Promoción y Reserva de 2015                                         |
| Uruguay 1 cupo                     | Liverpool               | Campeón Anual Sub-19 de 2015                                                              |
| Venezuela 1 cupo                   | Deportivo La Guaira     | Campeón de la Serie Nacional Sub-20                                                       |

## Sorteo
Los cabezas de grupo ya están definidos. En el grupo A será Paraguay 1, en el grupo B será Paraguay 2 y en el grupo C será el último campeón River Plate de Argentina. El sorteo se llevó a cabo el 15 de enero a las 12:00 (UTC-3) en la sede de la Asociación Paraguaya de Fútbol.

## Sedes
La Copa Libertadores Sub-20 se disputó en cuatro estadios de dos ciudades de Paraguay. En la capital, Asunción, se desarrolló gran parte de la competición, incluida la final, mientras que en Luque se disputaron dos partidos de la primera fase.
| Paraguay                     |                          |                         |                           |
| Asunción                     | Asunción                 | Asunción                | Luque                     |
| Estadio Defensores del Chaco | Estadio Dr. Nicolás Leoz | Estadio Manuel Ferreira | Estadio Feliciano Cáceres |
| Capacidad: 33.938            | Capacidad: 80.093        | Capacidad: 33.938       | Capacidad: 80.093         |
| Estadio Defensores del Chaco | Estadio Dr. Nicolás Leoz | Estadio Manuel Ferreira | Estadio Feliciano Cáceres |

## Primera fase
- Los horarios corresponden a la hora de Paraguay (UTC-3) Horario de verano

### Grupo A
| Equipo        | Pts | PJ | PG | PE | PP | GF | GC | DG  |
| ------------- | --- | -- | -- | -- | -- | -- | -- | --- |
| Liverpool     | 6   | 3  | 2  | 0  | 1  | 14 | 4  | +10 |
| Lanús         | 6   | 3  | 2  | 0  | 1  | 6  | 3  | +3  |
| Cerro Porteño | 6   | 3  | 2  | 0  | 1  | 7  | 5  | +2  |
| Bolívar       | 0   | 3  | 0  | 0  | 3  | 2  | 17 | -15 |

| 30 de enero de 2016, 18:00 | Bolívar | 0:2 (0:0) | Lanús                          | Estadio Feliciano Cáceres, Luque |                         |
|                            |         | Reporte   | C. Ramírez 82' · Algarañaz 87' | Árbitro(s): Carlos Orbe          | Árbitro(s): Carlos Orbe |

| 30 de enero de 2016, 20:30 | Cerro Porteño | 1:2 (1:1) | Liverpool                       | Estadio Feliciano Cáceres, Luque |                              |
|                            | Martínez 3'   | Reporte   | De La Cruz 15' · J. Ramírez 78' | Árbitro(s): Anderson Daronco     | Árbitro(s): Anderson Daronco |

| 2 de febrero de 2016, 18:00 | Liverpool | 0:3 (0:1) | Lanús                                   | Estadio Defensores del Chaco, Asunción |                          |
|                             |           |           | Ochoa 38' · C. Ramírez 56' · Maciel 91' | Árbitro(s): Jorge Osorio               | Árbitro(s): Jorge Osorio |

| 2 de febrero de 2016, 20:15 | Cerro Porteño                                 | 3:2 (0:2) | Bolívar         | Estadio Defensores del Chaco, Asunción |                        |
|                             | R. Martínez 46' · Villalba 75' · Alderete 89' |           | Montero 14' 43' | Árbitro(s): Luis Garay                 | Árbitro(s): Luis Garay |

| 5 de febrero de 2016, 18:00 | Bolívar | 0:12 (0:5) | Liverpool | Estadio Defensores del Chaco, Asunción |                              |
|                             |         |            | Machado 15' · P. González 19' 57' · De la Cruz 20' 21' 64' · Sención 36' (pen.) · Pintos 52' · J. Ramírez 59' 66' 74' · Silveira 76' | Árbitro(s): Jesús Valenzuela           | Árbitro(s): Jesús Valenzuela |

| 5 de febrero de 2016, 20:15 | Cerro Porteño                                   | 3:1 (0:1) | Lanús          | Estadio Defensores del Chaco, Asunción |                              |
|                             | Richard Martínez 58' 62' · Ronaldo Martínez 88' |           | G. Ramírez 26' | Árbitro(s): Wilson Lamouroux           | Árbitro(s): Wilson Lamouroux |

### Grupo B
| Equipo                  | Pts | PJ | PG | PE | PP | GF | GC | DG  |
| ----------------------- | --- | -- | -- | -- | -- | -- | -- | --- |
| São Paulo               | 7   | 3  | 2  | 1  | 0  | 12 | 1  | +11 |
| Libertad                | 4   | 3  | 1  | 1  | 1  | 5  | 4  | +1  |
| Independiente del Valle | 4   | 3  | 1  | 1  | 1  | 3  | 10 | -7  |
| Melgar                  | 1   | 3  | 0  | 1  | 2  | 2  | 7  | -5  |

| 31 de enero de 2016, 18:00 | Melgar             | 1:1 (0:0) | Independiente del Valle | Estadio Dr. Nicolás Leoz, Asunción |                         |
|                            | Gonzales-Vigil 59' | Reporte   | Toledo 52' (a.g.)       | Árbitro(s): Óscar Rojas            | Árbitro(s): Óscar Rojas |

| 31 de enero de 2016, 20:15 | Libertad     | 1:1 (1:1) | São Paulo  | Estadio Dr. Nicolás Leoz, Asunción |                            |
|                            | Mendieta 31' | Reporte   | Araujo 42' | Árbitro(s): Germán Delfino         | Árbitro(s): Germán Delfino |

| 3 de febrero de 2016, 19:30 | São Paulo                                                               | 8:0 (3:0) | Independiente del Valle | Estadio Manuel Ferreira, Asunción |                              |
|                             | Shaylon 16' 70' · David Neres 24' 45' · Araujo 68' 82' 86' · Murilo 80' |           |                         | Árbitro(s): Jesús Valenzuela      | Árbitro(s): Jesús Valenzuela |

| 3 de febrero de 2016, 20:15 | Libertad                                         | 3:1 (1:0) | Melgar    | Estadio Dr. Nicolás Leoz, Asunción |                              |
|                             | D. Rodríguez 16' · J. Medina 47' · B. Medina 90' |           | Arias 82' | Árbitro(s): Wilson Lamouroux       | Árbitro(s): Wilson Lamouroux |

| 6 de febrero de 2016, 18:00 | Melgar | 0:3 (0:3) | São Paulo                               | Estadio Dr. Nicolás Leoz, Asunción |                         |
|                             |        |           | Pedro 11' · David Neres 21' · Artur 44' | Árbitro(s): Luis Yrusta            | Árbitro(s): Luis Yrusta |

| 6 de febrero de 2016, 20:15 | Libertad    | 1:2 (0:0) | Independiente del Valle          | Estadio Dr. Nicolás Leoz, Asunción |                          |
|                             | Benítez 77' |           | Ayoví 60' · Landazuri 82' (pen.) | Árbitro(s): Jorge Osorio           | Árbitro(s): Jorge Osorio |

### Grupo C
| Equipo              | Pts | PJ | PG | PE | PP | GF | GC | DG |
| ------------------- | --- | -- | -- | -- | -- | -- | -- | -- |
| Cortuluá            | 6   | 3  | 2  | 0  | 1  | 9  | 5  | +4 |
| Huachipato          | 6   | 3  | 2  | 0  | 1  | 5  | 4  | +1 |
| River Plate         | 6   | 3  | 2  | 0  | 1  | 4  | 3  | +1 |
| Deportivo La Guaira | 0   | 3  | 0  | 0  | 3  | 0  | 6  | -6 |

| 1 de febrero de 2016, 18:00 | Deportivo La Guaira | 0:2 (0:1) | Huachipato     | Estadio Manuel Ferreira, Asunción |                         |
|                             |                     | Reporte   | Molini 35' 55' | Árbitro(s): Luis Yrusta           | Árbitro(s): Luis Yrusta |

| 1 de febrero de 2016, 20:15 | River Plate                             | 3:2 (2:1) | Cortuluá                        | Estadio Manuel Ferreira, Asunción |                            |
|                             | Casquete 29' · Franco 39' · Montiel 80' | Reporte   | Caicedo 45' · Angulo 65' (pen.) | Árbitro(s): Ulises Mereles        | Árbitro(s): Ulises Mereles |

| 4 de febrero de 2016, 18:00 | Cortuluá                                                 | 4:2 (2:1) | Huachipato               | Estadio Manuel Ferreira, Asunción |                              |
|                             | Angulo 18' · Palacios 33' · Izquierdo 77' · Camilo 90+2' |           | Pontoni 46' · Molini 91' | Árbitro(s): Anderson Daronco      | Árbitro(s): Anderson Daronco |

| 4 de febrero de 2016, 20:15 | River Plate  | 1:0 (0:0) | Deportivo La Guaira | Estadio Manuel Ferreira, Asunción |                         |
|                             | Casquete 47' |           |                     | Árbitro(s): Carlos Orbe           | Árbitro(s): Carlos Orbe |

| 7 de febrero de 2016, 18:00 | Deportivo La Guaira | 0:3 (0:0) | Cortuluá                       | Estadio Manuel Ferreira, Asunción |                        |
|                             |                     |           | Izquierdo 54' 66' · Camilo 83' | Árbitro(s): Luis Garay            | Árbitro(s): Luis Garay |

| 7 de febrero de 2016, 20:15 | River Plate | 0:1 (0:0) | Huachipato | Estadio Manuel Ferreira, Asunción |                         |
|                             |             |           | Dávila 75' | Árbitro(s): Óscar Rojas           | Árbitro(s): Óscar Rojas |

### Mejor segundo
| Equipo     | Grupo | Pts | PJ | PG | PE | PP | GF | GC | Dif |
| ---------- | ----- | --- | -- | -- | -- | -- | -- | -- | --- |
| Lanús      | A     | 6   | 3  | 2  | 0  | 1  | 6  | 3  | +3  |
| Huachipato | C     | 6   | 3  | 2  | 0  | 1  | 5  | 4  | +1  |
| Libertad   | B     | 4   | 3  | 1  | 1  | 1  | 5  | 4  | +1  |

## Segunda fase
|  | Semifinales   | Semifinales   |   |               | Final         | Final |  |
|  |               |               |   |               |               |       |  |
|  |               |               |   |               |               |       |  |
|  | 11 de febrero |               |   |               |               |       |  |
|  | Liverpool     | 0 (7)         |   |               |               |       |  |
|  | Cortuluá      | 0 (6)         |   |               |               |       |  |
|  |               |               |   |               |               |       |  |
|  |               |               |   |               | 14 de febrero |       |  |
|  |               |               |   |               | Liverpool     | 0     |  |
|  |               | São Paulo     | 1 |               |               |       |  |
|  |               |               |   |               |               |       |  |
|  |               |               |   |               |               |       |  |
|  |               |               |   |               | Tercer lugar  |       |  |
|  | 11 de febrero | 11 de febrero |   | 14 de febrero | 14 de febrero |       |  |
|  | São Paulo     | 3             |   | Cortuluá      | 1             |       |  |
|  | Lanús         | 2             |   |               | Lanús         | 0     |  |

### Semifinales
| 11 de febrero de 2016, 18:00 | Liverpool                                                                      | 0:0 (7:6 p.)               | Cortuluá                                                          | Estadio Manuel Ferreira, Asunción |  |
|                              |                                                                                |                            |                                                                   | Árbitro(s): Jorge Osorio          |  |
|                              |                                                                                | Tiros desde el punto penal |                                                                   |                                   |  |
|                              | Sención · De La Cruz · Laport · Rodríguez · P. González · J. Ramírez · Machado |                            | Millán · Bolaños · Batalla · Buritica · Rojas · Rodríguez · López |                                   |  |

| 11 de febrero de 2016, 20:15 | São Paulo                                  | 3:2 (2:2) | Lanús                          | Estadio Manuel Ferreira, Asunción |                            |
|                              | Araujo 35' · David Neres 45+1' · Pedro 49' |           | C. Ramírez 9' · G. Ramírez 20' | Árbitro(s): Ulises Mereles        | Árbitro(s): Ulises Mereles |

### Tercer lugar
| 14 de febrero de 2016, 18:00 | Cortuluá       | 1:0 (1:0) | Lanús | Estadio Defensores del Chaco, Asunción |                         |
|                              | D. Ramírez 43' |           |       | Árbitro(s): Carlos Orbe                | Árbitro(s): Carlos Orbe |

### Final
| 14 de febrero de 2016, 20:15 | Liverpool | 0:1 (0:0) | São Paulo     | Estadio Defensores del Chaco, Asunción |                              |
|                              |           |           | Fernandes 84' | Árbitro(s): Jesús Valenzuela           | Árbitro(s): Jesús Valenzuela |

|                               |
| Bandera de Brasil             |
| Campeón São Paulo 1.er título |

## Goleadores
| Jugador                   | Equipo        | Goles |
| ------------------------- | ------------- | ----- |
| Luiz de Araújo            | São Paulo     | 5     |
| Nicolás de la Cruz Arcosa | Liverpool     | 4     |
| Juan Ignacio Ramírez      | Liverpool     | 4     |
| David Neres               | São Paulo     | 4     |
| Richard Martínez          | Cerro Porteño | 3     |
| Heisen Izquierdo          | Cortuluá      | 3     |
| Oscar Camilo Caicedo      | Cortuluá      | 3     |
| Martín Molini             | Huachipato    | 3     |
| Cristian Ramírez          | Lanús         | 3     |

## Estadísticas finales
| Equipo | Equipo                  | Pts | PJ | PG | PE | PP | GF | GC | Dif | Rend. |
| ------ | ----------------------- | --- | -- | -- | -- | -- | -- | -- | --- | ----- |
| 1      | São Paulo               | 13  | 5  | 4  | 1  | 0  | 16 | 3  | 13  | 86,6% |
| 2      | Liverpool               | 7   | 5  | 2  | 1  | 2  | 14 | 5  | 9   | 46,6% |
| 3      | Cortuluá                | 10  | 5  | 3  | 1  | 1  | 10 | 5  | 5   | 66,6% |
| 4      | Lanús                   | 6   | 5  | 2  | 0  | 3  | 8  | 7  | 1   | 40,0% |
| 5      | Cerro Porteño           | 6   | 3  | 2  | 0  | 1  | 7  | 5  | 2   | 66,6% |
| 6      | Huachipato              | 6   | 3  | 2  | 0  | 1  | 5  | 4  | 1   | 66,6% |
| 7      | River Plate             | 6   | 3  | 2  | 0  | 1  | 4  | 3  | 1   | 66,6% |
| 8      | Libertad                | 4   | 3  | 1  | 1  | 1  | 5  | 4  | 1   | 44,4% |
| 9      | Independiente del Valle | 4   | 3  | 1  | 1  | 1  | 3  | 10 | -7  | 44,4% |
| 10     | Melgar                  | 1   | 3  | 0  | 1  | 2  | 2  | 7  | -5  | 11,1% |
| 11     | Deportivo La Guaira     | 0   | 3  | 0  | 0  | 3  | 0  | 6  | -6  | 00,0% |
| 12     | Bolívar                 | 0   | 3  | 0  | 0  | 3  | 2  | 17 | -15 | 00,0% |